# Список творів Бена Джонстона
Список творів композитора Бена Джонстона містить понад 100 музичних композицій, написаних з 1940-х по 2000-ні роки.  
Доробок американського композитора Бена Джонстона складається зі сценічних творів для опери, театру та балету, симфонічних та камерних робіт, хорової та вокальної музики, творів для фортепіано, експериментальних електроакустичних та невизначених композицій. Він вважається одним з провідних композиторів, що писали мікроінтервальну музику та використовували розширений чистий стрій.  
Свої перші музичні твори Бен Джонстон написав в 1940-ві роки під час навчання в Коледжі Вільяма та Мері. Повернувшись зі служби після Другої світової війни він навчався у Гаррі Парча та Даріуса Мійо, писав музику для мюзиклів та п'єс, опери та балету. Становлення Джонстона як композитора відбулося під час викладання в Університеті Іллінойсу з 1951 по 1983 роки. Багато його творів було написано для музикантів, що навчалися в університеті, та вперше виконано в його стінах. Джонстон починав з неокласицизму та серіалізму, деякий час експериментував з невизначеною та електронною музикою, але на початку 1970-х років повернувся до написання тональної музики.   
Бен Джонстон багато років працював над створенням теорії акустично досконалої музики, що виходила б за межі звичного рівномірно-темперованого строю. Спочатку писав музику для університетських виконавців або близьких друзів, серед яких режисер Вілфорд Ліч або лідер ансамблю Swingle Singers Ворд Свінгл, але завдяки співпраці з Гаррі Парчем та підтримці авангардного композитора Джона Кейджа став відомим за межами університетської спільноти, отримав багато замовлень на створення камерної, симфонічної та вокальної музики, зокрема, написав десять струнних квартетів. 

## Список творів
| Рік                     | Назва                                            | Переклад назви                                                     | |
| ----------------------- | ------------------------------------------------ | ------------------------------------------------------------------ | --- |
| Сценічна музика         |                                                  |                                                                    | |
| 1947                    | Carry Me Back                                    | «Неси мене назад»                                                  | Мюзикл Вілфорда Ліча, написаний під час навчання в Коледжі Вільяма та Мері. Переміг на конкурсі студентських мюзиклів, що проводила компанія Broadcast Music, Inc.. |
| 1951                    | The Wooden Bird                                  | «Дерев'яний птах»                                                  | П'єса Вілфорда Ліча. Музика написана разом з Гаррі Парчем. Прем'єра вистави відбулася 11 січня 1951 року в Університеті Вірджинії. |
| 1951                    | Fire                                             | «Вогонь»                                                           | П'єса Артура Грегора. Прем'єра відбулася 2 квітня 1952 року на Фестивалі сучасного мистецтва в Університеті Іллінойсу. |
| 1954                    | L'Invitation au château or Ring Round the Moon   | «Запрошення до замку» або «Кільце навколо Місяця»                  | Адаптація Крістофером Фраєм п'єси Жана Ануя «Запрошення до замку», що отримала назву «Кільце навколо Місяця». Прем'єра відбулася 30 квітня 1954 року. |
| 1954                    | The Zodiac of Memphis Street                     | «Зодіак Мемфіс-стріт»                                              | П'єса Вілфорда Ліча. Виконувалася в Коледжі Сари Лоуренс. |
| 1955                    | St. Joan                                         | «Свята Жанна»                                                      | Балет Сібіл Ширер. Не поставлений. |
| 1956                    | Gertrude, or Would She Be Pleased to Receive It? | «Гертруда, або чи буде вона рада отримати це?»                     | Камерна опера на дві дії. Лібрето Вілфорда Ліча. Прем'єра відбулася 1956 року в Університеті Іллінойсу. |
| 1956                    | Of Burden, Of Mercy                              | «Про тягар, про милосердя»                                         | Музика для фортепіано та двох танцюристів. Написано для Маргрет Дієц. Прем'єра відбулася в липні 1956 року на Американському фестивалі танцію в Гартфорді, Коннектикут. |
| 1959                    | Gambit                                           | «Гамбіт»                                                           | Балет Мерса Каннінгема. Музика для оркестру та танцюристів. Написано на замовлення компанії Cunningham Dance Company. Прем'єра відбулася 14 березня 1959 року на Фестивалі сучасних мистецтв. |
| 1961                    | The Taming of the Shrew                          | «Приборкання норовливої»                                           | Музика для постановки п'єси Вільяма Шекспіра «Приборкання норовливої» в Університеті Іллінойсу. Прем'єра відбулася в листопаді 1961 року в Театрі Університету Іллінойсу. |
| 1970                    | Carmilla                                         | «Кармілла»                                                         | Камерна опера, рок-опера. Лібрето Вілфорда Ліча, за мотивами однойменної повісті Шерідана Ле Фаню. Виробництво Вілфорда Ліча та компанії La Mama. Прем'єра відбулася 1970 року на Оф-Бродвеї, Нью-Йорк. |
| Симфонічна музика       |                                                  |                                                                    | |
| 1950                    | Korybas                                          | «Корибас»                                                          | Перший твір Джонстона для оркестру, написаний у студентські роки. Вважався невдалим, не включений до каталогу творів. |
| 1960                    | Passacaglia and Epilogue                         | «Пасакалія та епілог»                                              | Оркестрове аранжування фрагмента балету St. Joan. Ніколи не виконувалося наживо, хоча розглядалося Симфонічним оркестром Університету Південного Іллінойсу. |
| 1966                    | Quintet for Groups                               | «Квінтет для груп»                                                 | Для оркестру з п'яти груп. Створено на замовлення Симфонічного оркестру Сент-Луїса. Прем'єра відбулася 24 березня 1967 року в Kiel Auditorium в Сент-Луїсі, Міссурі. |
| 1979                    | Diversion                                        | «Різноманіття»                                                     | Для камерного оркестру з одинадцяти інструментів. Вперше виконано 1981 року ансамблем New York Contemporary Repertory Ensemble під керівництвом Лео Крафта, в Нью-Йорку. Ноти опубліковано в видавництві Smith Publications. |
| 1988                    | Journeys                                         | «Подорожі»                                                         | Для альта, мішаного хору та симфонічного оркестру. Написано на замовлення Премії губернатора Іллінойса, присвячено пам'яті мецената Пола Фромма. |
| 1988                    | Symphony in A                                    | Симфонія в ля                                                      | Для симфонічного оркестру. Написано для оркестру Tar River Orchestra в Північній Кароліні. |
| 1990                    | Chamber Symphony                                 | Камерна симфонія                                                   | Симфонія для камерного оркестру. Вперше виконана 1990 року в Ричмонді, Вірджинія, ансамблем Currents. |
| Джазова музика          |                                                  |                                                                    | |
| 1960                    | Ivesberg Revisited                               | «Повернення до Айвсбергу»                                          | Для джаз-бенда. Пасакалія за мотивами твору «Yesterday» Джерома Керна. Прем'єра відбулася 19 березня 1963 року у виконанні Джаз-бенду Університету Іллінойсу під керівництвом Джона Гарві. |
| 1960                    | Newcastle Troppo                                 | «Ньюкасл Троппо»                                                   | Для джаз-бенда. Варіації на тему пісні «What Is This Thing Called Love?» Коула Портера. Прем'єра відбулася 19 березня 1963 року у виконанні Джаз-бенду Університету Іллінойсу під керівництвом Джона Гарві. |
| Камерна музика          |                                                  |                                                                    | |
| 1943                    | Sonata                                           | Соната                                                             | Для кларнета та фортепіано. Виконано 30 січня 1944 року на концерті недільного студентського музичного клубу в Коледжі Вільяма та Мері разом з іншими композиціями Джонстона. |
| 1943                    | Theme and Variations                             | «Тема та варіації»                                                 | Для скрипки та фортепіано. Виконано 30 січня 1944 року на концерті недільного студентського музичного клубу в Коледжі Вільяма та Мері разом з іншими композиціями Джонстона. |
| 1943                    | Ballade in E major                               | Балада мі мажор                                                    | Для скрипки та фортепіано. Виконано 30 січня 1944 року на концерті недільного студентського музичного клубу в Коледжі Вільяма та Мері разом з іншими композиціями Джонстона. |
| 1943                    | Concerto in E                                    | Концерт в мі                                                       | Для двох фортепіано. Виконано 30 січня 1944 року на концерті недільного студентського музичного клубу в Коледжі Вільяма та Мері разом з іншими композиціями Джонстона. |
| 1946                    | All the King's Horses                            | «Вся королівська кіннота»                                          | Аранжування народної пісні для камерного ансамблю (флейта, гобой, два кларнети, фагот, валторна, труба, тромбон, струнні). Твір виграв другу премію на змаганні, що проводила Національна федерація музичних клубів. |
| 1951                    | Concerto for Brass                               | Концерт для духових                                                | Для духового ансамблю та литавр. Вперше виконано на фортепіано в чотири руки в лютому 1951 року в Коледжі Міллса, Окленд, Каліфорнія. 25 березня 1964 року виконано Робертом Греєм та духовим ансамблем Університету Іллінойсу. |
| 1952                    | Concerto for Percussion                          | Концерт для перкусії                                               | Дипломна робота в Коледжі Міллса. Присвячений керівнику відділу перкусії Полу Прайсу. Прем'єра відбулася 3 березня 1953 у виконанні Ансамблю перкусії Університету Іллінойсу під керівництвом Пола Прайса. |
| 1958                    | Septet                                           | Септет                                                             | Для духового квінтету, віолончелі та контрабаса. Вперше виконаний 23 лютого 1972 року ансамблем Contemporary Chamber Players в Університеті Іллінойсу. |
| 1958                    | Ludes for Twelve Instruments                     | «Людії для дванадцяти інструментів»                                | Аранжування балету «Гамбіт» для камерного ансамблю. Вперше виконано 25 липня 1965 року в «літній майстерні» (англ. Summer Workshop) Університету Іллінойсу. |
| 1959                    | Diversions for Four                              | «Розваги для чотирьох»                                             | Для вібрафона, фортепіано, контрабаса, перкусіі. Джазовий твір написано для Гюнтера Шуллера, але ним не виконувався. Прем'єра відбулася 19 листопада 1983 року в Північно-Західному університеті. |
| 1959                    | String Quartet No. 1 or Nine Variations          | Струнний квартет № 1 інша назва «Дев'ять варіацій»                 | Струнний квартет. Вперше виконаний ансамблем Walden String Quartet 28 листопада 1959 року в бібліотеці Donnell Library в Нью-Йорку. |
| 1961                    | Sonata for Two                                   | «Соната для двох»                                                  | Для скрипки та віолончелі. Ноти вийшли у видавництві Smith Publications 1984 року. |
| 1962                    | Knocking Piece                                   | «Стукіт»                                                           | Виконується двома перкусіоністами на зовнішній та внутрішній частині фортепіано. Створено для п'єси Вілфорда Ліча In Three Zones, але не увійшло до неї. Вперше виконано 14 грудня 1963 року Джеком Маккензі та Томасом Сайвом на концерті в Круглому будинку в Урбані. Ноти вийшли у видавництві Smith Publications 1978 року.                       |
| 1963                    | Duo for Flute and String Bass                    | Дует для флейти та контрабаса                                      | Для флейти та контрабаса. Написано для Бертрама та Ненсі Турецкі. Вперше виконано ними 21 грудня 1965 року. Ноти вийшли у видавництві Josef Marx 1976 року. |
| 1963                    | Motet                                            | Мотет                                                              | Для трьох блок-флейт. |
| 1963                    | Non Piu                                          | «Вже ні»                                                           | Для трьох блок-флейт. |
| 1964                    | String Quartet No. 2                             | Струнний квартет № 2                                               | Струнний квартет. Написаний на замовлення ансамблю LaSalle Quartet. Вперше виконаний ансамблем Composers Quartet 14 липня 1966 року в Університеті Іллінойсу. Ноти вийшли у видавництві Smith Publications 1985 року. |
| 1966                    | Lament                                           | «Плач»                                                             | Для флейти, труби, туби, альта, віолончелі, контрабаса. Інструментальне аранжування третьої частини Струнного квартету № 2. |
| 1966                    | String Quartet No. 3 or Verging                  | Струнний квартет № 3 інша назва «Межа»                             | Струнний квартет. Вперше виконаний ансамблем Concord String Quartet 15 березня 1976 року в концертній залі Alice Tully Hall Лінкольн-центру, Нью-Йорк. Ноти вийшли у видавництві Smith Publications 1985 року. |
| 1967                    | One Man                                          | «Один чоловік»                                                     | Для тромбона (та перкусії). Написано на замовлення Стюарта Демпстера. Вперше виконано ним 1 травня 1971 року в Університеті Іллінойсу. Ноти вийшли у видавництві MEDIA Press 1972 року. |
| 1969                    | Two Oboes and Two Tablas and Two Banyas          | «Два гобої, дві табли та дві бані»                                 | Рукопис. |
| 1973                    | String Quartet No. 4 or Ascent, «Amazing Grace»  | Струнний квартет № 4 інші назви «Сходження» або «Чудова ласка»     | Струнний квартет. Написаний на замовлення Fine Arts Quartet. Вперше виконаний цим ансамблем 21 квітня 1974 року в Карнегі-холі, Нью-Йорк. Ноти вийшли у видавництві Smith Publications 1985 року. |
| 1975                    | In Memory                                        | «Пам'яті...»                                                       | Для струнних, восьми перкусіоністів, з використанням запису голосу Гаррі Парча та слайдів. Присвячена Гаррі Парчу та Маргарет Ерлангер. Вперше виконана 5 жовтня 1975 в будинку Ерлангерів в Урбані, Іллінойс. |
| 1978                    | Duo for Two Violins                              | Дует для двох скрипок                                              | Для двох скрипок. Написаний для Боу Лемкеса і Жанни Вос. Вперше виконаний дуетом Лоренса Шапіро та Пола Прімуса в листопаді 1979 року в Чиказькій публічній бібліотеці. Ноти вийшли у видавництві Smith Publications 1985 року. |
| 1979                    | String Quartet No. 5                             | Струнний квартет № 5                                               | Струнний квартет. Варіації на тему аппалацької народної пісні «Lonesome Valley». Написаний на замовлення Concord String Quartet. Вперше виконаний ансамблем Tremont String Quartet 16 грудня 1983 року в клубі Fine Arts Club, Чикаго, Іллінойс. Ноти вийшли у видавництві Smith Publications 1985 року.                                              |
| 1980                    | String Quartet No. 6                             | Струнний квартет № 6                                               | Струнний квартет. Написаний на замовлення фонду Walter W. Naumburg Foundation для New World String Quartet. Вперше виконаний цим ансамблем у квітні 1983 року в Лінкольн-центрі, Нью-Йорк. Ноти вийшли у видавництві Smith Publications. |
| 1980                    | Twelve Partials                                  | «Дванадцять часток»                                                | Для флейти та мікротонового фортепіано. Написано для флейтиста Рубена Лопеса-Переса. Вперше виконали Джон Фонвілл та Девід Ліптек 1981 року в Університеті Іллінойсу. Ноти вийшли у видавництві Smith Publications. |
| 1981                    | Trio for Clarinet, Violin and Cello              | Тріо для кларнета, скрипки та віолончелі                           | Для кларнета, скрипки та віолончелі. Написано на замовлення Річарда Руда для ансамблю Omega Ensemble. Вперше виконано у лютому 1983 року. |
| 1984                    | String Quartet No. 7                             | Струнний квартет № 7                                               | Струнний квартет. Написаний на замовлення Concord String Quartet. Вперше прозвучав на альбомі Кеплер-квартету Ben Johnston. String Quartet Nos. 6, 7, & 8 2016 року. |
| 1984                    | Toccata                                          | Токата                                                             | Для віолончелі. Написано на замовлення Лорієн Лауфман. Вперше виконано нею 27 січня 1985 року в Краннерт-центрі Університету Іллінойсу. |
| 1985                    | The Demon Lover's Doubles                        | «Двійники коханця демона»                                          | Для труби та мікротонового фортепіано. |
| 1986                    | String Quartet No. 8                             | Струнний квартет № 8                                               | Струнний квартет. Вперше виконаний Кронос-квартетом 1988 року в Кеннеді-центрі, Вашингтон, разом із другим та четвертим квартетами. |
| 1987                    | Palindromes                                      | «Паліндроми»                                                       | Для малого барабана. |
| 1988                    | String Quartet No. 9                             | Струнний квартет № 9                                               | Струнний квартет. Написаний для Stanford Quartet. Вперше зіграно ними ж, запис вийшов на лейблі Laurel Records 1998 року. |
| 1989                    | Ponder Nothing                                   | «Не помишляє»                                                      | Для кларнета або саксофон-альту. Варіації на тему християнського гімну «Нехай мовчить усяка плоть людська». |
| 1991                    | Sextet                                           | Секстет                                                            | Для флейти та струнних (дві скрипки, альт, віолончель, контрабас). Написано на замовлення Міжнародного товариства сучасної музики. Прем'єра відбулася в Колумбійському університеті, Нью-Йорк. |
| 1991                    | Fugue for Viols                                  | Фуга для віол                                                      | Для чотирьох віол да гамба. |
| 1992                    | Pursuit                                          | «Переслідування»                                                   | Для фагота та туби. |
| 1993                    | Progression                                      | «Прогресія»                                                        | Для контрабаса. Написано для Роберта Блека. |
| 1994                    | Sleep and Waking                                 | «Сон і пробудження»                                                | Для перкусійного ансамблю. Написано разом із Роном Джорджем. |
| 1995                    | String Quartet No. 10                            | Струнний квартет № 10                                              | Для струнного квартету. Запис вийшов на альбомі Кеплер-квартету Ben Johnston. String Quartets Nos. 1, 5 & 10 2011 року. |
| 1996                    | Alap                                             | «Алап»                                                             | Для контрабаса. |
| 1999                    | Nightreach                                       | «Нічний доступ»                                                    | Для чотирьох саксофонів. Написано для ансамблю New Century Saxophone Quartet на замовлення Національного фонду мистецтв. |
| 1999                    | O Waly, Waly Variations                          | Варіації «O Waly, Waly»                                            | Для чотирьох саксофонів. Написано для ансамблю New Century Saxophone Quartet на замовлення Національного фонду мистецтв. |
| 1999                    | Octet                                            | Октет                                                              | Для флейти, кларнета, фагота, двох скрипок, альта, віолончелі, контрабаса. Створено на замовлення ансамблю Music Amici |
| Хорова музика           |                                                  |                                                                    | |
| 1955                    | Night                                            | «Ніч»                                                              | Кантата для баритона (або тенора), жіночого хору та камерного оркестру. Текст Робінсона Джефферса. Прем'єра відбулася 14 березня 1955 року на Фестивалі сучасних мистецтв в Університеті Іллінойсу; диригент Бернард Гудман, соліст Брюс Фут. |
| 1964                    | Of Vanity                                        | «Марнославства»                                                    | Для SATB-хору. текст з Книги Екклезіястової |
| 1966                    | Ci-Gît Satie                                     | «Тут лежить Саті»                                                  | Для SATB-хору, контрабаса та барабанів. Текст — скет-спів. Створено на замовлення Ворда Свінгла для вокального колективу Swingle Singers. Прем'єра відбулася 23 липня 1967 року у виконанні ансамблю New Music Ensemble, диригент Кеннет Габуро. |
| 1966                    | Prayer                                           | «Молитва»                                                          | Для SSA-хору хлопчиків або трьох жіночих голосів. Текст християнської дитячої молитви «Тепер я лягаю спати». Створено на замовлення Роберта Сміта, керівника хору хлопчиків в Урбана-Шампейн. Ноти вийшли у видавництві Smith Publications 1975 року.                                                                                                 |
| 1971                    | Rose                                             | «Роза»                                                             | Для SATB-хору. Текст Сібіл Джонстон, доньки Бена Джонстона. Прем'єра відбулася 8 серпня 1972 року у виконанні Літнього сучасного хору Університету Іллінойсу, диригент Нілі Брюс. Ноти вийшли у видавництві Smith Publications 1976 року. |
| 1972                    | Mass                                             | «Меса»                                                             | Для SATB-хору, восьми тромбонів та перкусії. Літургічний текст. Створено на замовлення Гарольда Деккера. Прем'єра відбулася 13 травня 1973 року у виконанні Концертного хору Університету Іллінойсу, диригент Гарольд Деккер. Ноти вийшли у видавництві Mark Foster Music Company 1974 року.                                                          |
| 1973                    | I'm goin’ away                                   | «Я йду»                                                            | Для SATB-хору. Текст заснований на аппалачській народній пісні. Ноти вийшли у видавництві Smith Publications 1977 року. Прем'єра відбулася в листопаді 1981 у виконанні хору The Contemporary Choir під керівництвом Емілі Брінк. |
| 1977                    | Since Adam                                       | «З часів Адама»                                                    | Для STB/SAB-хору. Рукопис втрачено. |
| 1977                    | Twelve Psalms                                    | «Дванадцять псалмів»                                               | Для STB/SAB-хору. На біблійні тексти. Рукопис не завершено. |
| 1980                    | Sonnets of Desolation                            | «Сонети запустіння»                                                | Для хору з восьми голосів (SSAATTBB). Текст Джерарда Гопкінса. Написано на замовлення Ворда Свінгла та ансамблю The New Swingle Singers, за підтримки Fromm Foundation. Вперше виконали Ворд Свінгл та Swingle Singers 14 листопада 1982 року в Краннерт-центрі Університету Іллінойсу. Ноти виходили у видавництві Lingua Press.                     |
| 1986                    | On Love                                          | «Про кохання»                                                      | Для мішаного хору. Текст з Біблії. |
| 1993                    | Mantram                                          | «Мантра»                                                           | Для SATB-хору. |
| 1994                    | Secret                                           | «Таємниця»                                                         | Для мішаного хору. Текст Роберта Блая. |
| Вокальна музика         |                                                  |                                                                    | |
| 1943                    | Homeward                                         | «Додому»                                                           | Для сопрано та фортепіано. Отримала першу премію на конкурсі серед студентів, проведеному 1943 року журналом Scholastic Magazine (друга премія також дісталася Джонстону за Фугу ре мінор). Після перемоги Джонстон виконав композиції в музичному клубі Ричмонда.                                                                                    |
| 1943                    | The Voice of Autumn                              | «Голос осені»                                                      | Для сопрано та фортепіано. Виконано 30 січня 1944 року на концерті недільного студентського музичного клубу в Коледжі Вільяма та Мері разом з іншими композиціями Джонстона. |
| 1949                    | Somewhere I have never traveled                  | «Де я ніколи не подорожував»                                       | Для тенора та фортепіано. Текст Едварда Каммінгса. Прем'єра відбулася в Музичній консерваторії Цинциннаті 7 травня 1950 року. |
| 1950                    | Le Goût de néant                                 | «Жага небуття»                                                     | Для баритона та фортепіано. Текст Шарля Бодлера зі збірки «Квіти зла». Прем'єра відбулася в Музичній консерваторії Цинциннаті 7 травня 1950 року. |
| 1951                    | A Nocturnal upon St. Lucie's Day                 | «Вечірня в День святої Люсії»                                      | Для баритона та фортепіано. Текст Джона Донна. Прем'єра відбулася в Міллс-коледжі, Окленд, Каліфорнія, навесні 1951 року. |
| 1955                    | Three Chinese Lyrics                             | «Три китайські вірші»                                              | Для сопрано та двох скрипок. Текст Лі Бо, переклад Езри Паунда. Прем'єра відбулася 28 листопада 1959 в бібліотеці Donnell Library в Нью-Йорку; солістка Маріанна Вельтманн. |
| 1960                    | Five Fragments                                   | «П'ять фрагментів»                                                 | Для альта, гобоя, фагота, віолончелі. Текст Генрі Девіда Торо. Ноти вийшли у видавництві Smith Publications 1975 року. |
| 1962                    | A Sea Dirge                                      | «Морський мор»                                                     | Для мецо-сопрано, флейти, гобоя, віолончелі. Текст Вільяма Шекспіра з п'єси «Буря». Прем'єра відбулась 14 грудня 1963 року на концерті Round House Concert в Урбані; солістка Гелен Гемм. Ноти вийшли у видавництві Smith Publications 1974 року. |
| 1975                    | Songs of Innocence                               | «Пісні невинності»                                                 | Для сопрано та ансамблю. Текст Вільяма Блейка («Night», «The divine image» та «A cradle song» зі збірки «Пісні невинності та досвіду»). Вперше виконала Барбара Далгейм 29 червня 1979 року. Ноти вийшли у видавництві Smith Publications. |
| 1978                    | Two Sonnets of Shakespeare                       | «Два сонети Шекспіра»                                              | Для бас-баритона або контратенора, в супроводі ансамблю (флейта, гобой, кларнет, труба, туба, віолончель, контрабас). Текст Вільяма Шекспіра. Вперше виконав Гордон Брок та ансамбль Contemporary Chamber Players 21 червня 1978 року. Ноти вийшли у видавництві Smith Publications.                                                                  |
| 1987                    | Songs of Loss                                    | «Пісні втрати»                                                     | Для тенора та струнного оркестру (дві скрипки, альт, віолончель, контрабас). Текст Джона Донна |
| 1989                    | Calamity Jane to her Daughter                    | «Бідова Джейн до своєї дочки»                                      | Для сопрано, скрипки, клавішних, органу, барабанів. Цикл пісень для театральної програми Дори Оренштайн Urban Diva. Прем'єра відбулася в Нью-Йорку, запис вийшов на лейблі Composers Recordings, Inc.. |
| 1991                    | Legacy                                           | «Спадщина»                                                         | Для сопрано та скрипки. Тексти з листів Вілфорда Ліча |
| 1991                    | Ma Mie Qui Danse                                 | «Моя дівчина, що танцює»                                           | Для сопрано та мікротонового фортепіано. Текст Емілі Дікінсон читає дворічна онука Джонстона Мі Сесіль Інує. |
| 1993                    | A Man and a Woman Sit Near Each Other            | «Чоловік і жінка сидять поруч один з одним»                        | Для баритона, кларнету, труби. текст Роберта Блая. |
| 1995                    | Calamity Jane to her Daughter                    | «Каламіті Джейн до своєї дочки»                                    | Аранжування однойменного власного твору для голосу та струнного квартету. |
| 1997                    | Invocation                                       | «Виклик»                                                           | Для сопрано та камерного ансамблю. Текст Фаріда ад-Дін Аттара, переклад Чарльза Стенлі Нотта. Прем'єра відбулася в травні 1998 року в Клівленді, Огайо, у виконанні Шерил Маршалл та Клівлендського камерного симфонічного оркестру, диригент Едвін Лондон.                                                                                           |
| 1998                    | Quietness                                        | «Тиша»                                                             | Для баритона та струнного квартету. Текст Джалаледдіна Румі, переклад Коулмана Баркса. |
| 1999                    | The Tavern                                       | «Таверна»                                                          | Цикл пісень для голосу та мікротонової гітари. Текст Джалаледдіна Румі, переклад Коулмана Баркса. Написано на замовлення гітариста Джона Шнайдера. |
| 2000                    | Parable                                          | «Притча»                                                           | Для сопрано, кларнету та скрипки. Текст Джалаледдіна Румі, переклад Коулмана Баркса за участі Джона Мойна. |
| Музика для фортепіано   |                                                  |                                                                    | |
| 1943                    | Fugue in D Minor                                 | Фуга ре мінор                                                      | Для фортепіано. Отримала другу премію на конкурсі серед студентів, проведеному 1943 року журналом Scholastic Magazine (перша премія також дісталася Джонстону із піснею «Homeward»). Після перемоги Джонстон виконав композиції в музичному клубі Ричмонда.                                                                                           |
| 1943                    | Scherzo in B Minor                               | Скерцо сі мінор                                                    | Для фортепіано. Виконано 30 січня 1944 року на концерті недільного студентського музичного клубу в Коледжі Вільяма та Мері разом з іншими композиціями Джонстона. |
| 1943                    | Rondo in D Major                                 | Рондо ре мажор                                                     | Для фортепіано. Виконано 30 січня 1944 року на концерті недільного студентського музичного клубу в Коледжі Вільяма та Мері разом з іншими композиціями Джонстона. |
| 1949                    | Etude-Toccata                                    | Етюд-токата                                                        | Для фортепіано. Академічне дослідження, написане під час навчання в Консерваторії Цинциннаті. |
| 1953                    | Satires                                          | «Сатири»                                                           | Для фортепіано. Рукопис не зберігся. |
| 1953                    | Celebration                                      | «Святкування»                                                      | Для фортепіано. Ноти опубліковано 1960 року у видавництві Orchesis Publications. |
| 1953                    | Portrait                                         | «Портрет»                                                          | Для фортепіано. Рукопис не зберігся. |
| 1954                    | Variations                                       | «Варіації»                                                         | Для фортепіано. Рукопис не зберігся. |
| 1958                    | St. Joan                                         | «Свята Жанна»                                                      | Сюїта для фортепіано, аранжування однойменного непоставленого балету Джонстона, написаного 1955 року. Створено на замовлення Сібіл Ширер. Вперше її виконала Клер Річардс 27 лютого 1958 року. |
| 1959                    | Aubade                                           | «Ранковий концерт»                                                 | Для фортепіано. Рукопис не зберігся. |
| 1962                    | Sonata for Microtonal Piano or Grindlemusic      | Соната для мікротонового фортепіано інша назва «Подрібнена музика» | Соната для мікротонового фортепіано. Створена на замовлення Клер Річардс. Вперше її виконала Клер Річардс на концерті Round House Concert в Урбані 1965 року. 1976 ноти вийшли у видавництві Smith Publications. |
| 1972                    | One Man                                          | «Один чоловік»                                                     | Аранжування власного твору для фортепіано. |
| 1975                    | In Memory, Harry Partch                          | «Пам'яті Гаррі Парча»                                              | Аранжування власного твору для скалатрону. |
| 1978                    | Suite for Microtonal Piano                       | Сюїта для мікротонового фортепіано                                 | Сюїта для мікротонового фортепіано. Написана для Роджера Шилдса. 1979 року ноти вийшли у видавництві Smith Publications. В березні 1980 року її вперше виконав Джон Райнхарт на концерті в Університеті Іллінойсу. |
| Електроакустична музика |                                                  |                                                                    | |
| 1968                    | Museum Piece                                     | «Музейна композиція»                                               | Музика на постійному носії. Співпраця з Япом Спеком. Написана для Смітсонівського інституту. |
| 1969                    | Auto Mobile                                      | «Авто Мобіль»                                                      | Музика для автомобільної виставки. Співпраця з Япом Спеком. Написана для Смітсонівського інституту. |
| 1969                    | Kindergartenlieder                               | «Пісні дитячого садка»                                             | Музика на постійному носії (два треки). Співпраця з Япом Спеком. |
| 1969                    | Knocking Piece Collage                           | «Стукіт — Колаж»                                                   | Музика на постійному носії. Прем'єра відбулася у лютому 1970 року на концерті електронної музики в Університеті Іллінойсу. |
| 1969                    | Clickety Clack                                   | «Клацання»                                                         | Музика на постійному носії. |
| 1978                    | Strata                                           | «Прошарок»                                                         | Музика на постійному носії. Написана для Експериментальної студії Польського радіо разом із Богданом Мазуреком. |
| Невизначена музика      |                                                  |                                                                    | |
| 1969                    | Number One: Casta *                              | «Номер один: Каста *»                                              | Перша композиція циклу з чотирьох невизначених композицій «Зроби це сам» (Four Do-It-Yourself Pieces), опублікованого у видавництві Media Press 1970 року. Прем'єра Casta * відбулася 9 травня 1969 року у виконанні Норми Мердер (сопрано) та Джорджа Рітшера (електроніка), на відкритті комплексу Krannert Center for the Performing Arts, Урбана. |
| 1969                    | Number Two: Recipe for a *                       | «Номер два: Рецепт для *»                                          | Друга композиція циклу з чотирьох невизначених композицій «Зроби це сам» (Four Do-It-Yourself Pieces), опублікованого у видавництві Media Press 1970 року. |
| 1969                    | Number Three: Conference — A Telephone Happening | «Номер три: Конференція — Телефонний хепенінг»                     | Третя композиція циклу з чотирьох невизначених композицій «Зроби це сам» (Four Do-It-Yourself Pieces), опублікованого у видавництві Media Press 1970 року. |
| 1969                    | Number Four: Knocking Piece II                   | «Номер чотири: Стукіт II»                                          | Четверта композиція циклу з чотирьох невизначених композицій «Зроби це сам» (Four Do-It-Yourself Pieces), опублікованого у видавництві Media Press 1970 року. |
| 1976                    | Visions and Spels or Vigil                       | «Видіння і заклинання» інша назва «Вігілія»                        | Для імпровізованої групи з шести голосів. Текст з індіанських джерел переклав Джером Ротенберг. Вперше виконав ансамбль New Verbal Workshop 1976 року. Ноти вийшли у видавництві Smith Publications 1977 року. |
| 1979                    | Age of Surveillance                              | «Вік спостереження»                                                | П'ята невизначена композиція Джонстона, написана 1979 року |
| Аранжування             |                                                  |                                                                    | |
| 1987                    | Revised Standards                                | «Перероблені стандарти»                                            | Аранжування джазових стандартів для струнного квартету. Музика Гершвіна, Роджерса, Керна та інших |
| 1994                    | Barstow                                          | «Барстоу»                                                          | Аранжування твору Гаррі Парча для голосу та струнного квартету. Створено на замовлення Кронос-квартету. Прем'єра відбулася 1994 року; вокальну партію виконав сам Джонстон. |
| 1994                    | Two Studies on Ancient Scales                    | «Два дослідження старовинних гам»                                  | Аранжування твору Гаррі Парча для струнного квартету. Створено на замовлення Кронос-квартету. Прем'єра відбулася 1994 року. |
| 1994                    | U.S. Highball                                    | «Американський хайбол»                                             | Аранжування твору Гаррі Парча для голосу та струнного квартету. Створено на замовлення Кронос-квартету. Прем'єра відбулася 1997 року. |
| 1999                    | Various works                                    | Різні твори                                                        | Аранжування фортепіанної музики Георгія Гурджиєва та Томаса де Гартмана для чотирьох саксофонів. Написано для ансамблю New Century Saxophone Quartet на замовлення Національного фонду мистецтв. |